# Il ragazzo che sorride
Il ragazzo che sorride è il secondo album del cantante italiano Albano Carrisi, pubblicato nel 1968 dalla casa discografica La voce del padrone. Il disco contiene la canzone Il ragazzo che sorride, sigla della trasmissione televisiva Europa Giovani, la canzone La siepe con la quale Al Bano partecipa per la prima volta al Festival di Sanremo nel 1968 mentre con Mattino ottiene il terzo posto a Canzonissima nello stesso anno.

## Tracce
LATO A
1. Mattino (testo: Vito Pallavicini – musica: Ruggero Leoncavallo)
2. Sensazione (testo: Vito Pallavicini – musica: Albano Carrisi)
3. Bianco e nero (Alessandro Colombini)
4. Mirella (testo: Gianni Minà – musica: Albano Carrisi)
5. Caro caro amore (testo: Vito Pallavicini e Rossella Conz – musica: Pino Massara)
6. Il ragazzo che sorride (testo: Vito Pallavicini – musica: Mikīs Theodōrakīs)

LATO B
1. Core`ngrato (testo: Riccardo Cordiferro – musica: Salvatore Cardillo)
2. Vecchio Sam (testo: Vito Pallavicini – musica: Albano Carrisi)
3. Quel poco che ho (testo: Luciano Beretta – musica: Albano Carrisi, Detto Mariano)
4. Tu che m'hai preso il cuor (testo: Ludwig Herzer, Fritz Löhner-Beda – musica: Franz Lehár)
5. Musica (testo: Vito Pallavicini – musica: Albano Carrisi)
6. La siepe (testo: Vito Pallavicini – musica: Pino Massara)